# Felix Gerhardus
Felix Gerhardus (geboren am 14. November 1895 in Herdorf; gestorben am 5. September 1973) war von 1927 bis 1933 Amtsbürgermeister in Mechernich und von 1949 bis 1960 Oberkreisdirektor des Kreises Schleiden.

## Leben

### 1895 bis 1924: Herkunft und Ausbildung
Gerhardus war Abkömmling einer kinderreichen Lehrerfamilie des Siegerlandes. Nach dem Besuch eines Gymnasiums und der Teilnahme am Ersten Weltkrieg, aus dem er mehrfach dekoriert im Rang eines Leutnants heimkehrte, absolvierte er ein Studium der Volkswirtschaft und der Rechtswissenschaften, das er 1922 an der Universität zu Köln mit der Promovierung zum Dr. rer. pol. abschloss. Er war Mitglied der katholischen Studentenverbindungen VKDSt Hasso-Rhenania Gießen, KDStV Hohenstaufen Freiburg im Breisgau und KDStV Rappoltstein (Straßburg) Köln.
Mit Beendigung seiner Studien trat Gerhardus 1922 in den Dienst des Amtes Kuchenheim, nach der Ausweisung des dortigen Bürgermeisters, Christian Kaumanns am 7. März 1923 durch die französische Besatzungsmacht im Laufe des Ruhrkampfes, ernannte der Oberpräsident der Rheinprovinz, Johannes Fuchs den promovierten Volkswirt Felix Gerhardus zu dessen Stellvertreter.:S. 161. Diese Phase nimmt mit seiner Verhaftung am 11. Juli ihr jähes Ende. Nach der Überführung in das Strafgefängnis nach Bonn verbüßte er dort eine 6 monatige Haftstrafe wegen der „Nichtüberwachung der Bahnübergänge und Nichtbelieferung von Möbel-Einrichtungen für französische Besatzungsangehörige“.

### 1924 bis 1933: Funktionär des Zentrums und Amtsbürgermeister
Von 1924 bis 1927 stellvertretender Generalsekretär der Kommunalpolitischen Vereinigung des Zentrums, wurde Gerhardus noch 1927 in einer Stichwahl als Bürgermeister des Amtes Mechernich gewählt. Im Juni 1928 führte der Schleidener Landrat, Josef von Spee Gerhardus in sein Mechernicher Amt ein.:S. 175. Durchaus die Zeichen der Zeit erkennend, lud er am 1. August 1931 alle am Fremdenverkehr und dessen Entwicklung interessierten ein. Er führte bei der Veranstaltung aus, das in naher Zukunft ein Ende der Mechernicher Industrie möglich sei und nur die Umstellung zu einem Fremdenverkehrsort die Finanzlage der Gemeinde sichern könne.:S. 183 f. Um 1928/1932 entstanden in vielen Dörfern der Eifel Laienspielgruppen die auf örtlich eingerichteten Bühnen Stücke aufführten. In Mechernich initiierte Gerhardus in Gemeinschaft mit dem Katholischen Gesellenverein im Jahr 1929 die „Mechernicher Freilichtspiele“, im neuen Eifelstadion wurden danach 1930 die Dramen Elmar und 1932 Ben Hur dem lokalen Publikum geboten.
Die Funktion als Mechernicher Bürgermeister übte er bis wenige Wochen nach der Machtergreifung der Nationalsozialisten 1933 aus, als er aus politischen Gründen in den Ruhestand versetzt wurde. Unmittelbar nachdem er am 12. März 1933 den NSDAP-Ortsgruppenführer des Mechernicher Vorortes Strempt, Karl Linden – Linden hatte noch im Dezember 1932 nicht nur bei örtlichen jüdischen Händlern eingekauft, sondern auch anschreiben lassen – aufforderte aus seiner Buchhandlung ein antisemitisches Plakat abzuhängen, da es den konfessionellen Frieden störe, wurde Gerhardus am nächsten Tag aus seinen Amtsräumen heraus in eine sogenannte Schutzhaft verbracht. Der eingesetzte kommissarische Bürgermeister, das NSDAP-Mitglied und Schreinermeister Heinrich Jacobs, gestattete Gerhardus nach 10 Tagen unter Verweis auf seinen Frontkämpferstatus sich wieder frei zu bewegen, allerdings ohne weiteren Kontakt zu Angehörigen des Zentrums. In das beisher ausgeübte Amt kehrte Gerhardus nicht zurück im Oktober 1933 wurde er auf Grund des § 6 des Gesetzes zur Wiederherstellung des Berufsbeamtentums in den einstweiligen Ruhestand versetzt.
Über seinen einstigen Kölner Studienkameraden und seit Juli 1933 als bisheriges Zentrums- und künftiges NSDAP-Mitglied neuen Landrat des Kreises Schleiden, Josef Schramm äußerte sich Gerhardus anlässlich dessen 65. Geburtstag im Jahr 1966 sehr wohlwollend, als „führerhaft handelnden Mann“, mit einem „ungeheuer großen Einfallsreichtum und seltenem Tatendrang auf den mannigfachsten Gebieten“. Er hob den “Fortschritt” hervor, der unter dem NS-Landrat Einzug in die Eifel genommen habe. Dessen parteipolitische Verstrickung während der NS-Zeit thematisierte Gerhardus indes nicht.

### 1934 bis 1947: Drittes Reich und Kriegs- und Nachkriegszeit
Wenn auch national gesinnt, verstand es Gerhardus, eine kompromittierende Verbrüderung oder Annäherung zu den neuen Machthabern ab 1933 zu umschiffen. Eine nominelle Zugehörigkeit zur SA (ohne Amt) und der NSV von April 1934 bis August 1937 konnte er dabei nicht vermeiden.
Von 1934 bis 1937 Geschäftsführer des Landesverbandes des Reichsbundes der Kinderreichen war Gerhardus im Weiteren bis 1945 im Militär- bzw. Kriegsdienst, zuletzt im Rang eines Oberstleutnant. Nach Ende des Zweiten Weltkriegs wurde Gerhardus dann von 1945 bis 1947 als Bürgermeister des Amtes Engers eingesetzt.

### 1947 bis 1949: Generalsekretär der Rheinland-Pfälzischen CDU
In den Jahren 1947 bis 1949 amtierte Gerhardus als Generalsekretär des neu gegründeten Landesverbandes Rheinland-Pfalz der CDU unter deren Vorsitzenden Peter Altmeier. Als Generalsekretär der Rheinland-Pfälzischen CDU war Gerhardus seit deren Konstituierung der Sozialausschüsse auf Landesebene im Juli 1947 in Gemeinschaft mit dem Bad Kreuznacher CDU-Vorsitzenden Clemens Kost deren stellvertretender Vorsitzender unter Altmeiers Schwager Johann Junglas. Im Rahmen des Bemühens, auch Frauen für die CDU zu gewinnen, war im Landesverband der CDU nach dem Krieg durchaus noch die in der Bevölkerung vertretene Sicht gegenwärtig, das „Politik“ und „Weiblichkeit“ unvereinbar seien. Auf einem Treffen der Parteisekretäre in Kaiserslautern am 24. Oktober 1947 äußerte Gerhardus, man wolle keine Flintenweiber, sondern Hausfrauen und Mütter. Der Appell sollte die Mütterlichkeit und Religiosität der Rheinland-Pfälzerinnen ansprechen.

### 1949 bis 1960: Oberkreisdirektor in Schleiden
Am 20. Januar 1949 wählte der Kreistag des Kreises Schleiden den Bürgermeister a. D. Felix Gerhardus in der Nachfolge von Anton Graff zum 1. Februar 1949 Oberstadtdirektor. Mit Amtsantritt am 2. Februar war er somit hauptamtlicher Leiter der Kreisverwaltung.:S. 565. Mit Ablauf der Probezeit am 10. Februar 1950 einstimmig auf 12 Jahre zum Oberkreisdirektor gewählt, trat Gerhardus mit Vollendung des 65. Lebensjahres zum 30. November 1960 in den Ruhestand.
Als Freund des Flugsports gehörte er bereits in den frühen 1950er Jahren zu den Förderern des Flugplatz Dahlemer Binz und half den ein oder anderen Fördertopf für die Flugbegeisterten zu öffnen. Als um 1956/1957 in der Öffentlichkeit Pläne zur Errichtung eines Atommeilers im Umfeld von Tondorf kursierten, befürworten Felix Gerhardus und der damalige Landrat Georg Linden entsprechende Vorhaben, die aber nicht weiter verfolgt werden.:S. 611.
Auf Grund seiner Haupttätigkeit gehörte Gerhardus nachfolgenden Gremien des Landkreistages Nordrhein-Westfalen an:
- 1951–1960: Vorstand
- 1953–1957: Gesundheitsausschuss, stellvertretendes Mitglied
- 1953–1957: Verfassungsausschuss, stellvertretendes Mitglied
- 1955–1957: Schul- und Kulturausschuss, stellvertretendes Mitglied
- 1957–1960: Wirtschafts- und Verkehrsausschuss, stellvertretendes Mitglied

Mit seinem ausscheiden aus seinem Amt als Oberkreisdirektor wurde Gerhardus im Dezember 1960 das Bundesverdienstkreuz 1. Klasse verliehen. Seine Nachfolge hatte zum 1. Dezember 1960 Matthias Birkenheier angetreten, der jedoch 1965 von seinem Amt beurlaubt wurde.:S. 630 f. Als Felix Gerhardus am 10. Januar 1966 für seine 20-jährige CDU-Mitgliedschaft geehrt wurde, war sein Amtsnachfolger bereits nicht mehr im Schleidener Kreishaus tätig. Der damalige CDU-Kreisvorsitzende und Mitglied des Nordrhein-Westfälischen Landtages, Herbert Hermesdorf, äußerte sich bei dieser Gelegenheit: „Wir wissen, was und erspart geblieben wäre, wenn unser Alt-Oberkreisdirektor Felix Gerhardus das Ruder des Kreises Schleiden noch einige Jahre hätte in Händen halten können.“:S. 662.
Zeitzeugen beschrieben Gerhardus als einen kämpferischen, vitalen und volkstümlichen Oberkreisdirektor. Zwar durchaus mit einer Neigung zu autoritärem auftretend, aber stets einen fairen Umgang nicht aus dem Blick verlierend. Als Bürgermeister war er im Kreis Schleiden fachlich wie charakterlich eine Ausnahmeerscheinung. Nach 1945 kann Gerhardus als das regional bekannteste Beispiel für eine Berufsbeamtenkarriere gelten, die durch die Zeit des Nationalsozialismus eine erzwungene Unterbrechung nahm und nach dieser ihre Fortsetzung fand.
Felix Gerhardus war verheiratet und hatte sieben Kinder. Seiner zweiten Heimat blieb er verbunden und beteiligte sich auch nach seinem ausscheiden aus dem Amt an Publikationen zum Kreis, der Nordeifel oder Mechernich. Sowohl dort (Dr.-Felix-Gerhardus-Straße), als auch in Schleiden (Felix-Gerhardus-Weg in Olef) wurden Straßen nach ihm benannt.

## Schriften (Auswahl)
- Die kinderreiche Familie als sozialpolitisches Problem (Dissertation, Wirtschafts- u. sozialwissenschaftliche Fakultät), Köln 1922
- als Mitautor: Heimatchronik des Kreises Schleiden, Archiv für deutsche Heimatpflege (Hrsg.), Köln 1954
- mit Hermann Herberts: Die Sparkassen im Dienste der Kommunen und der örtlichen Wirtschaft. Referate auf der Verbandsversammlung des Rhein. Sparkassen- u. Giroverbandes am 24. Mai 1960 in Bad Godesberg, Deutscher Sparkassenverlag, Stuttgart 1960
- Der deutsch-belgische Naturpark Nordeifel - Hohes Venn - Eifel, Mercator, Duisburg 1972 (2. Aufl. 1975)